# 雷克斯·斯托特
雷克斯·斯托特（Rex Stout，1886年12月1日—1975年10月27日）是一位美国侦探小说作家。他還是美國公民自由聯盟成員。
1942年9月，斯托特支持富兰克林·D·罗斯福将日裔美国人送往集中营。斯托特認為日裔美国人中有許多第五纵队成员。 斯托特支持美國發動越南战争並且反對共产主义。